# Campeonato Europeo de Atletismo por Equipos de 2021
El Campeonato Europeo de Atletismo por Equipos de 2021 se disputó en cuatro ciudades diferentes los días 29-30 de mayo (Superliga) y 19-20 de junio (resto de categorías) de 2021. Por primera vez las distintas categorías no compitieron durante el mismo fin de semana.

## Categorías y ciudades anfitrionas
| Categoría        | Fecha                  | Estadio            | Ciudad       | Nación   |
| ---------------- | ---------------------- | ------------------ | ------------ | -------- |
| Superliga        | 29–30 de mayo de 2021  | Estadio de Silesia | Chorzów      | Polonia  |
| Primera División | 19–20 de junio de 2021 | Cluj Arena         | Cluj-Napoca  | Rumanía  |
| Segunda División | 19–20 de junio de 2021 | Estadio Beroe      | Stara Zagora | Bulgaria |
| Tercera División | 19–20 de junio de 2021 | Estadio Tsirio     | Limasol      | Chipre   |

A partir de esta edición, el campeonato consta de una Superliga de 8 equipos nacionales, una Primera y Segunda División con 12 equipos cada una, y una Tercera División con los restantes equipos. Los dos últimos de cada categoría descienden, y los dos primeros ascienden.

## Sistema de puntuación
La competición es mixta. Cada prueba se disputa por separado y se suman los puntos obtenidos por cada equipo en todas ellas para obtener la clasificación final.
Los puntos que se otorgan en cada prueba son:
- El vencedor de la prueba obtiene un número de puntos igual al de equipos participantes en su división.
- Cada atleta clasificado a continuación obtienen un punto menos que el anterior, hasta 1 punto para el último clasificado.
- Si dos atletas empatan, se reparten equitativamente los puntos correspondientes a sus posiciones (p. ej.: si dos atletas empatan en el cuarto-quinto puesto en una división con doce equipos, cada uno de ellos obtiene 8,5 puntos).
- Si un atleta no inicia la prueba, no la termina, es descalificado o no consigue ninguna marca, obtiene 0 puntos.
- En las categorías con más de ocho equipos, en las pruebas de velocidad (hasta 400 metros, incluidas las pruebas de vallas) los atletas se dividen en dos series. La clasificación de la prueba es la resultante de reunir en una sola tabla los tiempos de todos los atletas (o equipos de relevos) de ambas series.
- En caso de empate entre dos equipos al final de la competición, el desempate se decide en favor del que haya obtenido más primeros puestos en las distintas pruebas. De persistir el empate, se cuentan los segundos puestos, y así sucesivamente.

## Otras reglas de competición
Además de las reglas de competición habituales, los concursos del Campeonato Europeo por Equipos tienen algunas reglas especiales:
- En los lanzamientos y saltos horizontales, cada atleta dispone de tres intentos. Una vez completados, los cuatro primeros clasificados realizan un cuarto intento, tras el cual se establece la clasificación final.
- En los saltos verticales, los atletas quedan eliminados tres realizar el tercer salto nulo en una misma altura o el cuarto salto nulo a lo largo de toda la competición. La regla del cuarto nulo no se aplica cuando solo queda un saltador en competición o si se hacen saltos de desempate.

## Superliga

### Países participantes
- Alemania
- España
- Francia
- Italia
- Polonia
- Portugal (ascendido)
- Reino Unido
- Ucrania (retirado, no participó)

### Desarrollo
Unos días antes de la competición, el equipo de Ucrania anunció que se habían dado dos positivos por COVID-19 entre sus atletas. Ante la posibilidad de que se hubieran producido más contagios, el equipo se retiró de la prueba, lo que ocasionó su descenso automático. Debido a ello, solo se disputaba una plaza de descenso más entre los países participantes. Portugal, equipo ascendido en la anterior edición cuando la Superliga aún contaba con doce equipos, era el favorito para ocupar esta plaza y pronto quedó claro que así sería.
Del resto de equipos, Francia quedó descolgada a mediados del segundo día y la lucha por los puestos de honor quedó reducida a cinco países. Finalmente, la anfitriona Polonia logró reeditar su victoria del año anterior, mientras que Italia entró en el podio por primera vez, ocupando la segunda plaza. El equipo del Reino Unido se llevó el bronce y Alemania, cuarta, quedó fuera del podio por primera vez desde que la competición se disputa con el formato de Campeonato Europeo por Equipos.
En cuanto a las actuaciones individuales, destacó el doble triunfo de la atleta polaca Pia Skrzyszowska en 100 m y 100 m vallas. Además, se batieron cuatro récords de los campeonatos a cargo del italiano Yemaneberhan Crippa (5000 m), el polaco Pawel Fajdek (martillo) y los alemanes Christin Hussong y Johannes Vetter (ambos en jabalina). Las marcas de Vetter y Fajdek fueron, además, las mejores marcas mundiales del año hasta ese momento.

### Pruebas masculinas
| Evento                      | Oro                                                                              | Oro        | Plata                                                              | Plata    | Bronce                                                                              | Bronce   |
| --------------------------- | -------------------------------------------------------------------------------- | ---------- | ------------------------------------------------------------------ | -------- | ----------------------------------------------------------------------------------- | -------- |
| 100 metros Viento: -0.5 m/s | Mouhamadou Fall Francia                                                          | 10.28      | Lorenzo Patta · Italia                                             | 10.29    | Lucas Ansah-Peprah · Alemania                                                       | 10.35    |
| 200 metros Viento: -1.0 m/s | Fausto Desalu · Italia                                                           | 20.48      | Jesús Gómez · España                                               | 20.87 =  | Owen Ansah · Alemania                                                               | 20.96    |
| 400 metros                  | Thomas Jordier Francia                                                           | 45.65      | Cameron Chalmers Reino Unido                                       | 45.89    | Davide Re · Italia                                                                  | 45.90    |
| 800 metros                  | Jake Wightman Reino Unido                                                        | 1:45.71    | Mariano García · España                                            | 1:46.45  | Mateusz Borkowski · Polonia                                                         | 1:46.66  |
| 1500 metros                 | Robert Farken · Alemania                                                         | 3:56.64    | Jesús Gómez · España                                               | 3:56.79  | Michal Rozmys · Polonia                                                             | 3:57.13  |
| 3000 metros                 | Isaac Nader Portugal                                                             | 8:31.26    | Yann Schrub Francia                                                | 8:31.82  | Adel Mechaal · España                                                               | 8:32.08  |
| 5000 metros                 | Yemaneberhan Crippa · Italia                                                     | 13:17.23   | Hugo Hay Francia                                                   | 13:17.95 | Carlos Mayo · España                                                                | 13:18.15 |
| 3000 metros obstáculos      | Fernando Carro · España                                                          | 8:39.67    | Mehdi Belhadj Francia                                              | 8:40.03  | Osama Zoghlami · Italia                                                             | 8:40.41  |
| 110 metros vallas           | Asier Martínez · España                                                          | 13.43      | David King Reino Unido                                             | 13.63    | Damian Czykier · Polonia                                                            | 13.65    |
| 400 metros vallas           | Alessandro Sibilio · Italia                                                      | 49.70      | Alastair Chalmers Reino Unido                                      | 49.95    | Ludvy Vaillant Francia                                                              | 50.76    |
| Relevo 4 x 100 metros       | Alemania · Lucas Ansah-Peprah · Owen Ansah · Niels Torben Giese · Marvin Schulte | 38.73      | España · Arnau Monné · Pol Retamal · Jesús Gómez · Sergio López    | 39.07    | Francia Marvin René Ryan Zeze Méba-Mickaël Zeze Amaury Golitin                      | 39.12    |
| Relevo 4 x 400 metros       | Italia · Davide Re · Alessandro Sibilio · Edoardo Scotti · Vladimir Aceti        | 3:02.64 EL | España · Samuel García · Lucas Búa · Manuel Guijarro · Bernat Erta | 3:03.10  | Polonia · Wiktor Suwara · Kajetan Duszynski · Patryk Grzegorzewicz · Karol Zalewski | 3:03.43  |
| Salto de altura             | Norbert Kobielski · Polonia                                                      | 2.24 =     | William Grimsey Reino Unido                                        | 2.24     | Falk Wendrich · Alemania                                                            | 2.20 =   |
| Salto con pértiga           | Robert Sobera · Polonia                                                          | 5.65       | Harry Coppell Reino Unido                                          | 5.55     | Oleg Zernikel · Alemania                                                            | 5.55     |
| Salto de longitud           | Filippo Randazzo · Italia                                                        | 7.88       | Fabian Heinle · Alemania                                           | 7.82     | Augustin Bey · Francia · Eusebio Cáceres · España                                   | 7.75     |
| Triple salto                | Max Heß · Alemania                                                               | 17.13 EL   | Pedro Pichardo Portugal                                            | 17.01    | Pablo Torrijos · España                                                             | 16.93    |
| Lanzamiento de peso         | Michał Haratyk · Polonia                                                         | 21.34      | Leonardo Fabbri · Italia                                           | 20.77    | Scott Lincoln Reino Unido                                                           | 20.00    |
| Lanzamiento de disco        | Lawrence Okoye Reino Unido                                                       | 64.22      | Robert Urbanek · Polonia                                           | 62.57    | David Wrobel · Alemania                                                             | 61.52    |
| Lanzamiento de martillo     | Paweł Fajdek · Polonia                                                           | 82.98 WL   | Javier Cienfuegos · España                                         | 77.11    | Quentin Bigot Francia                                                               | 76.75    |
| Lanzamiento de jabalina     | Johannes Vetter · Alemania                                                       | 96.29 WL   | Marcin Krukowski · Polonia                                         | 85.12    | Odei Jainaga · España                                                               | 84.80    |

### Pruebas femeninas
| Evento                  | Oro                                                                                                  | Oro         | Plata                                                                                  | Plata       | Bronce                                                                                   | Bronce   |
| ----------------------- | --- | ----------- | -------------------------------------------------------------------------------------- | ----------- | ---------------------------------------------------------------------------------------- | -------- |
| 100 metros              | Pia Skrzyszowska · Polonia                                                                           | 11.25 EU23L | Lisa Mayer · Alemania                                                                  | 11.27       | Imani Lansiquot Reino Unido                                                              | 11.27    |
| 200 metros              | Beth Dobbin Reino Unido                                                                              | 22.78       | Dalia Kaddari · Italia                                                                 | 22.89 EU23L | Rebekka Haase · Alemania                                                                 | 23.00    |
| 400 metros              | Natalia Kaczmarek · Polonia                                                                          | 51.36       | Aauri Bokesa · España                                                                  | 52.22       | Corinna Schwab · Alemania                                                                | 52.72    |
| 800 metros              | Ellie Baker Reino Unido                                                                              | 2:00.95     | Elena Bellò · Italia                                                                   | 2:02.26     | Angelika Sarna · Polonia                                                                 | 2:02.54  |
| 1500 metros             | Gaia Sabbatini · Italia                                                                              | 4:14.87     | Salomé Afonso Portugal                                                                 | 4:15.08     | Marta Pérez · España                                                                     | 4:15.24  |
| 3000 metros             | Revee Walcott-Nolan Reino Unido                                                                      | 9:13.36     | Lucía Rodríguez · España                                                               | 9:14.45     | Vera Coutellier · Alemania                                                               | 9:15.27  |
| 5000 metros             | Nadia Battocletti · Italia                                                                           | 15:46.95    | Blanca Fernández · España                                                              | 15:51.44    | Denise Krebs · Alemania                                                                  | 15:53.09 |
| 3000 metros obstáculos  | Alicja Konieczek · Polonia                                                                           | 9:35.63     | Elena Burkard · Alemania                                                               | 9:36.04     | Irene Sánchez-Escribano · España                                                         | 9:41.44  |
| 100 metros vallas       | Pia Skrzyszowska · Polonia                                                                           | 12.99       | Luminosa Bogliolo · Italia                                                             | 13.05       | Teresa Errandonea · España                                                               | 13.24    |
| 400 metros vallas       | Lina Nielsen Reino Unido                                                                             | 55.59       | Carolina Krafzik · Alemania                                                            | 55.71       | Linda Olivieri · Italia                                                                  | 56.17    |
| Relevo 4 x 100 metros   | Reino Unido Beth Dobbin Imani Lansiquot Bianca Williams Desirèe Henry                                | 43.36       | Polonia · Marika Popowicz-Drapala · Klaudia Adamek · Katarzyna Sokólska · Marlena Gola | 43.83       | Francia Wided Atatou Orlann Ombissa-Dzangue Maroussia Paré Eva Berger                    | 43.91    |
| Relevo 4 x 400 metros   | Polonia · Malgorzata Holub-Kowalik · Kornelia Lesiewicz · Justyna Święty-Ersetic · Natalia Kaczmarek | 3:26.37 EL  | Reino Unido Ama Pipi Hanah Williams Yasmin Liverpool Lina Nielsen                      | 3:27.16     | Italia · Alice Mangione · Eleonora Marchiando · Petra Nardelli · Raphaela Boaheng Lukudo | 3:29.05  |
| Salto de altura         | Kamila Lićwinko · Polonia                                                                            | 1.94 =      | Alessia Trost · Italia                                                                 | 1.91        | Emily Borthwick Reino Unido                                                              | 1.88     |
| Salto con pértiga       | Roberta Bruni · Italia                                                                               | 4.45        | Malen Ruiz de Azúa · España                                                            | 4.35        | Molly Caudery Francia                                                                    | 4.35     |
| Salto de longitud       | Maryse Luzolo · Alemania                                                                             | 6.61 =      | Magdalena Zebrowska · Polonia                                                          | 6.55        | María Vicente · España                                                                   | 6.42     |
| Triple salto            | Rouguy Diallo Francia                                                                                | 14.12       | Naomi Ogbeta Reino Unido                                                               | 14.01       | Adrianna Szóstak · Polonia                                                               | 13.96    |
| Lanzamiento de peso     | Sara Gambetta · Alemania                                                                             | 18.75       | Auriol Dongmo Portugal                                                                 | 18.74       | Klaudia Kardasz · Polonia                                                                | 18.17    |
| Lanzamiento de disco    | Liliana Cá Portugal                                                                                  | 61.36       | Marike Steinacker · Alemania                                                           | 59.29       | Kirsty Law Reino Unido                                                                   | 58.13    |
| Lanzamiento de martillo | Alexandra Tavernier Francia                                                                          | 75.06       | Malwina Koprow · Polonia                                                               | 73.18       | Sara Fantini · Italia                                                                    | 70.31    |
| Lanzamiento de jabalina | Christin Hussong · Alemania                                                                          | 69.19       | Jona Aigouy Francia                                                                    | 56.59       | Freya Jones Reino Unido                                                                  | 54.68    |

### Tabla de puntuaciones
| Prueba                  | Prueba | Alemania | España | Francia | Italia | Polonia | Portugal | Reino Unido |
| ----------------------- | ------ | -------- | ------ | ------- | ------ | ------- | -------- | ----------- |
| 100 metros              | M      | 5        | 1      | 6       | 7      | 4       | 2        | 3           |
| 100 metros              | F      | 6        | 3      | 2       | 4      | 7       | 1        | 5           |
| 200 metros              | M      | 5        | 6      | 7       | 3      | 2       | 1        | 4           |
| 200 metros              | F      | 5        | 1      | 6       | 3      | 4       | 2        | 7           |
| 400 metros              | M      | 3        | 4      | 5       | 7      | 1       | 2        | 6           |
| 400 metros              | F      | 5        | 6      | 2       | 1      | 7       | 4        | 3           |
| 800 metros              | M      | 2.5      | 6      | 4       | 2.5    | 5       | 1        | 7           |
| 800 metros              | F      | 0        | 3      | 6       | 4      | 5       | 2        | 7           |
| 1500 metros             | M      | 7        | 6      | 2       | 1      | 5       | 3        | 4           |
| 1500 metros             | F      | 1        | 5      | 7       | 3      | 2       | 6        | 4           |
| 3000 metros             | M      | 0        | 5      | 4       | 6      | 2       | 7        | 3           |
| 3000 metros             | F      | 5        | 6      | 3       | 2      | 4       | 1        | 7           |
| 5000 metros             | M      | 3        | 5      | 7       | 6      | 1       | 2        | 4           |
| 5000 metros             | F      | 5        | 6      | 7       | 4      | 1       | 2        | 3           |
| 3000 metros obstáculos  | M      | 3        | 7      | 5       | 6      | 4       | 1        | 2           |
| 3000 metros obstáculos  | F      | 6        | 5      | 4       | 3      | 7       | 2        | 1           |
| 110/100 metros vallas   | M      | 1        | 7      | 4       | 3      | 5       | 2        | 6           |
| 110/100 metros vallas   | F      | 4        | 5      | 6       | 3      | 7       | 1        | 2           |
| 400 metros vallas       | M      | 4        | 3      | 7       | 5      | 2       | 1        | 6           |
| 400 metros vallas       | F      | 6        | 4      | 5       | 1      | 3       | 2        | 7           |
| Relevo 4 × 100 metros   | M      | 7        | 6      | 3       | 5      | 4       | 1        | 2           |
| Relevo 4 × 100 metros   | F      | 0        | 0      | 3       | 5      | 6       | 4        | 7           |
| Relevo 4 × 400 metros   | M      | 3        | 6      | 4       | 7      | 5       | 2        | 0           |
| Relevo 4 × 400 metros   | F      | 4        | 3      | 0       | 5      | 7       | 2        | 6           |
| Salto de altura         | M      | 5        | 2.5    | 0       | 4      | 7       | 2.5      | 6           |
| Salto de altura         | F      | 4        | 2      | 6       | 3      | 7       | 1        | 5           |
| Salto con pértiga       | M      | 5        | 3      | 4       | 1      | 7       | 2        | 6           |
| Salto con pértiga       | F      | 1.5      | 6      | 7       | 4      | 1.5     | 3        | 5           |
| Salto de longitud       | M      | 6        | 4.5    | 7       | 4.5    | 2       | 1        | 3           |
| Salto de longitud       | F      | 7        | 5      | 4       | 0      | 6       | 3        | 2           |
| Triple salto            | M      | 7        | 5      | 4       | 3      | 1       | 6        | 2           |
| Triple salto            | F      | 4        | 3      | 1       | 7      | 5       | 2        | 6           |
| Lanzamiento de peso     | M      | 4        | 3      | 6       | 1      | 7       | 2        | 5           |
| Lanzamiento de peso     | F      | 7        | 3      | 2       | 1      | 5       | 6        | 4           |
| Lanzamiento de disco    | M      | 5        | 3      | 4       | 0      | 6       | 2        | 7           |
| Lanzamiento de disco    | F      | 6        | 1      | 2       | 3      | 4       | 7        | 5           |
| Lanzamiento de martillo | M      | 2        | 6      | 3       | 5      | 7       | 1        | 4           |
| Lanzamiento de martillo | F      | 3        | 4      | 5       | 7      | 6       | 1        | 2           |
| Lanzamiento de jabalina | M      | 7        | 5      | 4       | 2      | 6       | 3        | 1           |
| Lanzamiento de jabalina | F      | 7        | 2      | 6       | 3      | 4       | 1        | 5           |
| País                    | País   | Alemania | España | Francia | Italia | Polonia | Portugal | Reino Unido |
| Total                   | Total  | 171      | 167    | 179     | 140    | 181.5   | 97.5     | 174         |
| Puesto                  | Puesto | 4.º      | 5.º    | 2.º     | 6.º    | 1.º     | 7.º      | 3.º         |

### Clasificación final
| Pos | País        | Pts   | Nota                                  |
| --- | ----------- | ----- | ------------------------------------- |
| 1   | Polonia     | 181.5 |                                       |
| 2   | Italia      | 179   |                                       |
| 3   | Reino Unido | 174   |                                       |
| 4   | Alemania    | 171   |                                       |
| 5   | España      | 167   |                                       |
| 6   | Francia     | 140   |                                       |
| 7   | Portugal    | 97.5  | Descienden a la Primera División 2023 |
| --  | Ucrania     | DNS   | Descienden a la Primera División 2023 |

## Primera División

### Países participantes
Los dos primeros clasificados ascienden a la Superliga; los dos últimos descienden a la Segunda División:
- Bielorrusia
- Bélgica
- Estonia (ascendido)
- Finlandia (descendido)
- Grecia (descendido)
- Irlanda
- Noruega
- Países Bajos
- República Checa (descendido)
- Rumania
- Suecia (descendido)
- Suiza (descendido)
- Turquía

### Desarrollo
Los equipos favoritos para la lucha por las dos plazas de ascenso eran Suiza, Bielorrusia, Países Bajos, la República Checa y Grecia, equipos en los que formaban varios campeones y líderes europeos de la temporada. En cuanto al descenso, Irlanda se retiró de la competición por problemas derivados de la pandemia por COVID-19, lo que ocasionó su descenso automático; debido a ello, solo se iban a decidir dos puestos de descenso más entre los participantes.
Tras la primera jornada los Países Bajos ocupaban la primera posición, gracias a cinco victorias en sendas carreras, seguidos a cierta distancia por la República Checa, Bielorrusia y Grecia, mientras que la anfitriona Rumanía y Estonia ocupaban las plazas de descenso. Sin embargo, los neerlandeses tuvieron una actuación mucho peor en la segunda jornada, por lo que finalmente las puestos de ascenso a la Superliga fueron para la República Checa y Bielorrusia, mientras que Rumanía, por primera vez en su historia, y Estonia descendieron a la Segunda División junto con la retirada Irlanda.
Durante la competición se consiguieron tres nuevos récords del campeonato, a cargo de la bielorrusa Elvira Herman en 100 m vallas, el griego Miltiadis Tentoglou en salto de longitud y la neerlandesa Femke Bolen 400 m. Esta última consiguió además la mejor marca europea del año en su prueba, al igual que la finlandesa Senni Salminen en triple salto.

### Pruebas masculinas
| Evento                             | Oro                                                                                     | Oro        | Plata                                                                                 | Plata    | Bronce                                                                    | Bronce   |
| ---------------------------------- | --------------------------------------------------------------------------------------- | ---------- | ------------------------------------------------------------------------------------- | -------- | ------------------------------------------------------------------------- | -------- |
| 100 metros Viento: +0.6 m/s        | Jak Ali Harvey Turquía                                                                  | 10.31      | Silvan Wicki · Suiza                                                                  | 10.36    | Joris van Gool · Países Bajos                                             | 10.42    |
| 200 metros Viento: -0.1 m/s        | Jan Jirka · República Checa                                                             | 20.82      | Churandy Martina · Países Bajos                                                       | 21.03    | Oskari Lehtonen · Finlandia                                               | 21.28    |
| 400 metros                         | Jochem Dobber · Países Bajos                                                            | 45.40      | Alexander Doom · Bélgica                                                              | 46.08    | Pavel Maslák · Finlandia                                                  | 46.54    |
| 800 metros                         | Mehmet Çelik Turquía                                                                    | 1:47.48    | Markus Einan · Noruega                                                                | 1:47.54  | Aurèle Vandeputte · Bélgica                                               | 1:47.74  |
| 1500 metros                        | Ferdinand Kvan Edman · Noruega                                                          | 3:38.63    | Adam Dvorácek · República Checa                                                       | 3:39.97  | Jochem Vermeulen · Bélgica                                                | 3:40.02  |
| 3000 metros                        | Mike Foppen · Países Bajos                                                              | 7:57.43    | Emil Danielsson · Suecia                                                              | 7:58.72  | Eemil Helander · Finlandia                                                | 8:02.22  |
| 5000 metros                        | Magnus Tuv Myhre · Noruega                                                              | 13:46.98   | Michael Somers · Bélgica                                                              | 13:48.16 | Siarhei Krauchenia · Bielorrusia                                          | 13:56.47 |
| 3000 metros obstáculos             | Topi Raitanen · Finlandia                                                               | 8:38.30    | Damián Vích · República Checa                                                         | 8:37.21  | Viachaslau Skudny · Bielorrusia                                           | 8:39.94  |
| 110 metros vallas Viento: +0.4 m/s | Vitali Parakhonka · Bielorrusia                                                         | 13.50      | Mikdat Sevler Turquía                                                                 | 13.69    | Petr Svoboda · República Checa                                            | 13.73    |
| 400 metros vallas                  | Rasmus Mägi Estonia                                                                     | 48.82      | Nick Smidt · Países Bajos                                                             | 49.90    | Vít Müller · República Checa                                              | 50.09    |
| Relevo 4 x 100 metros              | Países Bajos · Solomon Bockarie · Joris van Gool · Christopher Garia · Churandy Martina | 38.73      | Turquía Ertan Özkan Jak Ali Harvey Kayhan Özer Ramil Guliyev                          | 39.07    | República Checa · Zdenek Stromšik · Jiri Kubeš · Jan Jirka · Štepán Hampl | 39.12    |
| Relevo 4 x 400 metros              | República Checa · Jan Tesar · Vít Müller · Michal Desenský · Patrik Šorm                | 3:02.42 EL | Países Bajos · Nout Wardenburg · Liemarvin Bonevacia · Ramsey Angela · Terrence Agard | 3:02.49  | Turquía Batuhan Altintas Sinan Ören Yasmani Copello Ilyas Çanakçi         | 3:02.42  |
| Salto de altura                    | Andrei Churyla · Bielorrusia                                                            | 2.25       | Loïc Gasch · Suiza                                                                    | 2.25     | Konstantinos Baniotis · Grecia                                            | 2.23     |
| Salto con pértiga                  | Ersu Şaşma Turquía                                                                      | 5.65       | Dominik Alberto · Suiza                                                               | 5.55     | Jan Kudlicka · República Checa                                            | 5.55     |
| Salto de longitud                  | Miltiadis Tentoglou · Grecia                                                            | 8.38       | Radek Juška · República Checa                                                         | 7.95     | Thobias Montler · Suecia                                                  | 7.94     |
| Triple salto                       | Maksim Niastsiarenka · Bielorrusia                                                      | 16.65      | Necati Er Turquía                                                                     | 16.38    | Andreas Mantazis · Grecia                                                 | 16.18    |
| Lanzamiento de peso                | Tomáš Stanek · República Checa                                                          | 20.79      | Andrei Rares Toader · Rumania                                                         | 20.20    | Marcus Thomsen · Noruega                                                  | 19.90    |
| Lanzamiento de disco               | Alin Alexandru Firfirica · Rumania                                                      | 62.38      | Ola Stunes Isene · Noruega                                                            | 61.26    | Philip Milanov · Bélgica                                                  | 61.26    |
| Lanzamiento de martillo            | Esref Apak Turquía                                                                      | 77.10      | Christos Frantzeskakis · Grecia                                                       | 73.46    | Mikalai Bashan · Bielorrusia                                              | 73.37    |
| Lanzamiento de jabalina            | Lassi Etelätalo · Finlandia                                                             | 79.20      | Vítezslav Veselý · República Checa                                                    | 78.50    | Emin Öncel Turquía                                                        | 76.35    |

### Pruebas femeninas
| Evento                             | Oro                                                                                            | Oro      | Plata                                                                        | Plata    | Bronce                                                                                    | Bronce   |
| ---------------------------------- | ---------------------------------------------------------------------------------------------- | -------- | ---------------------------------------------------------------------------- | -------- | ----------------------------------------------------------------------------------------- | -------- |
| 100 metros Viento: +0.4 m/s        | Salomé Kora · Suiza                                                                            | 11.34    | Rani Rosius · Bélgica                                                        | 11.44    | Rafaela Spanoudaki-Chatziriga · Grecia                                                    | 11.45    |
| 200 metros Viento: -0.4 m/s        | Imke Vervaet · Bélgica                                                                         | 23.30    | Lieke Klaver · Países Bajos                                                  | 23.32    | Rafaela Spanoudaki-Chatziriga · Grecia                                                    | 23.45    |
| 400 metros                         | Femke Bol · Países Bajos                                                                       | 50.37 EL | Lada Vondrová · República Checa                                              | 52.11    | Moa Hjelmer · Suecia                                                                      | 52.94    |
| 800 metros                         | Lore Hoffmann · Suiza                                                                          | 2:03.89  | Britt Ummels · Países Bajos                                                  | 2:04.55  | Sara Kuivisto · Finlandia                                                                 | 2:04.57  |
| 1500 metros                        | Sara Kuivisto · Finlandia                                                                      | 4:15.58  | Darya Barysevich · Bielorrusia                                               | 4:15.84  | Diana Mezuliáníková · República Checa                                                     | 4:16.71  |
| 3000 metros                        | Darya Barysevich · Bielorrusia                                                                 | 9:01.80  | Linn Söderholm · Suecia                                                      | 9:06.04  | Diane van Es · Países Bajos                                                               | 9:07.41  |
| 5000 metros                        | Fabienne Schlumpf · Suiza                                                                      | 15:42.45 | Kristiina Mäki · República Checa                                             | 15:52.94 | Samrawit Mengsteab · Suecia                                                               | 15:57.34 |
| 3000 metros obstáculos             | Irene van der Reijken · Países Bajos                                                           | 9:39.00  | Elena Adelina Panaet · Rumania                                               | 9:41.68  | Chiara Scherrer · Suiza                                                                   | 9:45.58  |
| 100 metros vallas Viento: +1.3 m/s | Elvira Herman · Bielorrusia                                                                    | 12.62    | Anne Zagré · Bélgica                                                         | 12.87    | Zoë Sedney · Países Bajos                                                                 | 12.94    |
| 400 metros vallas                  | Viivi Lehikoinen · Finlandia                                                                   | 55.94    | Yasmin Giger · Suiza                                                         | 56.74    | Dimitra Gnafaki · Grecia                                                                  | 57.06    |
| Relevo 4 x 100 metros              | Países Bajos · Leonie van Vliet · Lieke Klaver · Marije van Hunenstijn · Naomi Sedney          | 43.38    | Suiza · Géraldine Frey · Salomé Kora · Cornelia Halbheer · Riccarda Dietsche | 43.73    | Suecia · Claudia Payton · Wilma Rosenquist · Julia Henriksson · Nikki Anderberg           | 43.92    |
| Relevo 4 x 400 metros              | Bielorrusia · Yuliya Bliznets · Aliaksandra Khilmanovich · Asteria Uzo Limai · Alina Luchshava | 3:28.14  | Suiza · Silke Lemmens · Léa Sprunger · Rachel Pellaud · Yasmin Giger         | 3:28.77  | República Checa · Barbora Malíková · Tereza Petržilková · Zdenka Seidlová · Lada Vondrová | 3:30.51  |
| Salto de altura                    | Salome Lang · Suiza                                                                            | 1.96 =EL | Daniela Stanciu · Rumania                                                    | 1.92     | Maja Nilsson · Suecia                                                                     | 1.90     |
| Salto con pértiga                  | Angelica Moser · Suiza                                                                         | 4.65     | Eleni-Klaoudia Polak · Grecia                                                | 4.60 =   | Elina Lampela · Finlandia                                                                 | 4.45     |
| Salto de longitud                  | Florentina Costina Iusco · Rumania                                                             | 6.55     | Pauline Hondema · Países Bajos                                               | 6.40     | Tilde Johansson · Suecia                                                                  | 6.36     |
| Triple salto                       | Senni Salminen · Finlandia                                                                     | 14.63 EL | Viyaleta Skvartsova · Bielorrusia                                            | 14.13 =  | Spyridoula Karydi · Grecia                                                                | 14.13    |
| Lanzamiento de peso                | Emel Dereli Turquía                                                                            | 18.50    | Markéta Cervenková · República Checa                                         | 17.23    | Yuliya Leantsiuk · Bielorrusia                                                            | 17.09    |
| Lanzamiento de disco               | Özlem Becerek Turquía                                                                          | 58.50    | Salla Sipponen · Finlandia                                                   | 56.67    | Caisa-Marie Lindfors · Suecia                                                             | 55.10    |
| Lanzamiento de martillo            | Bianca Florentina Ghelber · Rumania                                                            | 71.19    | Vanessa Sterckendries · Bélgica                                              | 69.48    | Stamatia Scarvelis · Grecia                                                               | 68.76    |
| Lanzamiento de jabalina            | Nikola Ogrodníková · República Checa                                                           | 61.86    | Viktoryia Bahutskaya · Bielorrusia                                           | 58.68    | Marie-Therese Obst · Noruega                                                              | 57.07    |

### Tabla de puntuaciones
| Prueba                  | Prueba | Bielorrusia | Bélgica | Estonia | Finlandia | Grecia | Irlanda | Noruega | Países Bajos | República Checa | Rumania | Suecia | Suiza | Turquía |
| ----------------------- | ------ | ----------- | ------- | ------- | --------- | ------ | ------- | ------- | ------------ | --------------- | ------- | ------ | ----- | ------- |
| 100 metros              | M      |             |         |         |           |        |         |         |              |                 |         |        |       |         |
| 100 metros              | F      |             |         |         |           |        |         |         |              |                 |         |        |       |         |
| 200 metros              | M      |             |         |         |           |        |         |         |              |                 |         |        |       |         |
| 200 metros              | F      |             |         |         |           |        |         |         |              |                 |         |        |       |         |
| 400 metros              | M      |             |         |         |           |        |         |         |              |                 |         |        |       |         |
| 400 metros              | F      |             |         |         |           |        |         |         |              |                 |         |        |       |         |
| 800 metros              | M      |             |         |         |           |        |         |         |              |                 |         |        |       |         |
| 800 metros              | F      |             |         |         |           |        |         |         |              |                 |         |        |       |         |
| 1500 metros             | M      |             |         |         |           |        |         |         |              |                 |         |        |       |         |
| 1500 metros             | F      |             |         |         |           |        |         |         |              |                 |         |        |       |         |
| 3000 metros             | M      |             |         |         |           |        |         |         |              |                 |         |        |       |         |
| 3000 metros             | F      |             |         |         |           |        |         |         |              |                 |         |        |       |         |
| 5000 metros             | M      |             |         |         |           |        |         |         |              |                 |         |        |       |         |
| 5000 metros             | F      |             |         |         |           |        |         |         |              |                 |         |        |       |         |
| 3000 metros obstáculos  | M      |             |         |         |           |        |         |         |              |                 |         |        |       |         |
| 3000 metros obstáculos  | F      |             |         |         |           |        |         |         |              |                 |         |        |       |         |
| 110/100 metros vallas   | M      |             |         |         |           |        |         |         |              |                 |         |        |       |         |
| 110/100 metros vallas   | F      |             |         |         |           |        |         |         |              |                 |         |        |       |         |
| 400 metros vallas       | M      |             |         |         |           |        |         |         |              |                 |         |        |       |         |
| 400 metros vallas       | F      |             |         |         |           |        |         |         |              |                 |         |        |       |         |
| Relevo 4 × 100 metros   | M      |             |         |         |           |        |         |         |              |                 |         |        |       |         |
| Relevo 4 × 100 metros   | F      |             |         |         |           |        |         |         |              |                 |         |        |       |         |
| Relevo 4 × 400 metros   | M      |             |         |         |           |        |         |         |              |                 |         |        |       |         |
| Relevo 4 × 400 metros   | F      |             |         |         |           |        |         |         |              |                 |         |        |       |         |
| Salto de altura         | M      |             |         |         |           |        |         |         |              |                 |         |        |       |         |
| Salto de altura         | F      |             |         |         |           |        |         |         |              |                 |         |        |       |         |
| Salto con pértiga       | M      |             |         |         |           |        |         |         |              |                 |         |        |       |         |
| Salto con pértiga       | F      |             |         |         |           |        |         |         |              |                 |         |        |       |         |
| Salto de longitud       | M      |             |         |         |           |        |         |         |              |                 |         |        |       |         |
| Salto de longitud       | F      |             |         |         |           |        |         |         |              |                 |         |        |       |         |
| Triple salto            | M      |             |         |         |           |        |         |         |              |                 |         |        |       |         |
| Triple salto            | F      |             |         |         |           |        |         |         |              |                 |         |        |       |         |
| Lanzamiento de peso     | M      |             |         |         |           |        |         |         |              |                 |         |        |       |         |
| Lanzamiento de peso     | F      |             |         |         |           |        |         |         |              |                 |         |        |       |         |
| Lanzamiento de disco    | M      |             |         |         |           |        |         |         |              |                 |         |        |       |         |
| Lanzamiento de disco    | F      |             |         |         |           |        |         |         |              |                 |         |        |       |         |
| Lanzamiento de martillo | M      |             |         |         |           |        |         |         |              |                 |         |        |       |         |
| Lanzamiento de martillo | F      |             |         |         |           |        |         |         |              |                 |         |        |       |         |
| Lanzamiento de jabalina | M      |             |         |         |           |        |         |         |              |                 |         |        |       |         |
| Lanzamiento de jabalina | F      |             |         |         |           |        |         |         |              |                 |         |        |       |         |
| País                    | País   | Bielorrusia | Bélgica | Estonia | Finlandia | Grecia | Irlanda | Noruega | Países Bajos | República Checa | Rumania | Suecia | Suiza | Turquía |
| Total                   |        |             |         |         |           |        |         |         |              |                 |         |        |       |         |
| Puesto                  |        |             |         |         |           |        |         |         |              |                 |         |        |       |         |

### Clasificación final
| Pos | País | Pts | Nota                                  |
| --- | ---- | --- | ------------------------------------- |
| 1   |      |     | Ascienden a la Superliga 2023         |
| 2   |      |     | Ascienden a la Superliga 2023         |
| 3   |      |     |                                       |
| 4   |      |     |                                       |
| 5   |      |     |                                       |
| 6   |      |     |                                       |
| 7   |      |     |                                       |
| 8   |      |     |                                       |
| 9   |      |     |                                       |
| 10  |      |     |                                       |
| 11  |      |     |                                       |
| 12  |      |     | Descienden a la Segunda División 2023 |
| 13  |      |     | Descienden a la Segunda División 2023 |

## Segunda División

### Países participantes
- Austria
- Bulgaria
- Croacia
- Dinamarca
- Eslovaquia (descendido)
- Eslovenia
- Hungría (descendido)
- Islandia (ascendido)
- Israel
- Lituania
- Letonia (descendido)
- Rusia (descendido)[n 2]

### Pruebas masculinas
| Evento                    | Oro | Oro | Plata | Plata | Bronce | Bronce |
| ------------------------- | --- | --- | ----- | ----- | ------ | ------ |
| 100 metros Viento: -- m/s |     |     |       |       |        |        |
| 200 metros Viento: -- m/s |     |     |       |       |        |        |
| 400 metros                |     |     |       |       |        |        |
| 800 metros                |     |     |       |       |        |        |
| 1500 metros               |     |     |       |       |        |        |
| 3000 metros               |     |     |       |       |        |        |
| 5000 metros               |     |     |       |       |        |        |
| 3000 metros obstáculos    |     |     |       |       |        |        |
| 110 metros vallas         |     |     |       |       |        |        |
| 400 metros vallas         |     |     |       |       |        |        |
| Relevo 4 x 100 metros     |     |     |       |       |        |        |
| Relevo 4 x 400 metros     |     |     |       |       |        |        |
| Salto de altura           |     |     |       |       |        |        |
| Salto con pértiga         |     |     |       |       |        |        |
| Salto de longitud         |     |     |       |       |        |        |
| Triple salto              |     |     |       |       |        |        |
| Lanzamiento de peso       |     |     |       |       |        |        |
| Lanzamiento de disco      |     |     |       |       |        |        |
| Lanzamiento de martillo   |     |     |       |       |        |        |
| Lanzamiento de jabalina   |     |     |       |       |        |        |

### Pruebas femeninas
| Evento                    | Oro | Oro | Plata | Plata | Bronce | Bronce |
| ------------------------- | --- | --- | ----- | ----- | ------ | ------ |
| 100 metros Viento: -- m/s |     |     |       |       |        |        |
| 200 metros Viento: -- m/s |     |     |       |       |        |        |
| 400 metros                |     |     |       |       |        |        |
| 800 metros                |     |     |       |       |        |        |
| 1500 metros               |     |     |       |       |        |        |
| 3000 metros               |     |     |       |       |        |        |
| 5000 metros               |     |     |       |       |        |        |
| 3000 metros obstáculos    |     |     |       |       |        |        |
| 100 metros vallas         |     |     |       |       |        |        |
| 400 metros vallas         |     |     |       |       |        |        |
| Relevo 4 x 100 metros     |     |     |       |       |        |        |
| Relevo 4 x 400 metros     |     |     |       |       |        |        |
| Salto de altura           |     |     |       |       |        |        |
| Salto con pértiga         |     |     |       |       |        |        |
| Salto de longitud         |     |     |       |       |        |        |
| Triple salto              |     |     |       |       |        |        |
| Lanzamiento de peso       |     |     |       |       |        |        |
| Lanzamiento de disco      |     |     |       |       |        |        |
| Lanzamiento de martillo   |     |     |       |       |        |        |
| Lanzamiento de jabalina   |     |     |       |       |        |        |

### Tabla de puntuaciones
| Prueba                  | Prueba | Austria | Bulgaria | Croacia | Dinamarca | Eslovaquia | Eslovenia | Hungría | Islandia | Israel | Letonia | Lituania | Rusia |
| ----------------------- | ------ | ------- | -------- | ------- | --------- | ---------- | --------- | ------- | -------- | ------ | ------- | -------- | ----- |
| 100 metros              | M      |         |          |         |           |            |           |         |          |        |         |          |       |
| 100 metros              | F      |         |          |         |           |            |           |         |          |        |         |          |       |
| 200 metros              | M      |         |          |         |           |            |           |         |          |        |         |          |       |
| 200 metros              | F      |         |          |         |           |            |           |         |          |        |         |          |       |
| 400 metros              | M      |         |          |         |           |            |           |         |          |        |         |          |       |
| 400 metros              | F      |         |          |         |           |            |           |         |          |        |         |          |       |
| 800 metros              | M      |         |          |         |           |            |           |         |          |        |         |          |       |
| 800 metros              | F      |         |          |         |           |            |           |         |          |        |         |          |       |
| 1500 metros             | M      |         |          |         |           |            |           |         |          |        |         |          |       |
| 1500 metros             | F      |         |          |         |           |            |           |         |          |        |         |          |       |
| 3000 metros             | M      |         |          |         |           |            |           |         |          |        |         |          |       |
| 3000 metros             | F      |         |          |         |           |            |           |         |          |        |         |          |       |
| 5000 metros             | M      |         |          |         |           |            |           |         |          |        |         |          |       |
| 5000 metros             | F      |         |          |         |           |            |           |         |          |        |         |          |       |
| 3000 metros obstáculos  | M      |         |          |         |           |            |           |         |          |        |         |          |       |
| 3000 metros obstáculos  | F      |         |          |         |           |            |           |         |          |        |         |          |       |
| 110/100 metros vallas   | M      |         |          |         |           |            |           |         |          |        |         |          |       |
| 110/100 metros vallas   | F      |         |          |         |           |            |           |         |          |        |         |          |       |
| 400 metros vallas       | M      |         |          |         |           |            |           |         |          |        |         |          |       |
| 400 metros vallas       | F      |         |          |         |           |            |           |         |          |        |         |          |       |
| Relevo 4 × 100 metros   | M      |         |          |         |           |            |           |         |          |        |         |          |       |
| Relevo 4 × 100 metros   | F      |         |          |         |           |            |           |         |          |        |         |          |       |
| Relevo 4 × 400 metros   | M      |         |          |         |           |            |           |         |          |        |         |          |       |
| Relevo 4 × 400 metros   | F      |         |          |         |           |            |           |         |          |        |         |          |       |
| Salto de altura         | M      |         |          |         |           |            |           |         |          |        |         |          |       |
| Salto de altura         | F      |         |          |         |           |            |           |         |          |        |         |          |       |
| Salto con pértiga       | M      |         |          |         |           |            |           |         |          |        |         |          |       |
| Salto con pértiga       | F      |         |          |         |           |            |           |         |          |        |         |          |       |
| Salto de longitud       | M      |         |          |         |           |            |           |         |          |        |         |          |       |
| Salto de longitud       | F      |         |          |         |           |            |           |         |          |        |         |          |       |
| Triple salto            | M      |         |          |         |           |            |           |         |          |        |         |          |       |
| Triple salto            | F      |         |          |         |           |            |           |         |          |        |         |          |       |
| Lanzamiento de peso     | M      |         |          |         |           |            |           |         |          |        |         |          |       |
| Lanzamiento de peso     | F      |         |          |         |           |            |           |         |          |        |         |          |       |
| Lanzamiento de disco    | M      |         |          |         |           |            |           |         |          |        |         |          |       |
| Lanzamiento de disco    | F      |         |          |         |           |            |           |         |          |        |         |          |       |
| Lanzamiento de martillo | M      |         |          |         |           |            |           |         |          |        |         |          |       |
| Lanzamiento de martillo | F      |         |          |         |           |            |           |         |          |        |         |          |       |
| Lanzamiento de jabalina | M      |         |          |         |           |            |           |         |          |        |         |          |       |
| Lanzamiento de jabalina | F      |         |          |         |           |            |           |         |          |        |         |          |       |
| País                    | País   | Austria | Bulgaria | Croacia | Dinamarca | Eslovaquia | Eslovenia | Hungría | Islandia | Israel | Letonia | Letonia  | Rusia |
| Total                   |        |         |          |         |           |            |           |         |          |        |         |          |       |
| Puesto                  |        |         |          |         |           |            |           |         |          |        |         |          |       |

### Clasificación final
| Pos | País | Pts | Nota                                  |
| --- | ---- | --- | ------------------------------------- |
| 1   |      |     | Ascienden a la Primera División 2023  |
| 2   |      |     | Ascienden a la Primera División 2023  |
| 3   |      |     |                                       |
| 4   |      |     |                                       |
| 5   |      |     |                                       |
| 6   |      |     |                                       |
| 7   |      |     |                                       |
| 8   |      |     |                                       |
| 9   |      |     |                                       |
| 10  |      |     |                                       |
| 11  |      |     | Descienden a la Tercera División 2023 |
| 12  |      |     | Descienden a la Tercera División 2023 |

## Tercera División

### Países participantes
- AASSE[n 3]
- Albania
- Andorra
- Armenia
- Azerbaiyán
- Bosnia y Herzegovina
- Chipre (descendido)
- Georgia (descendido)
- Kosovo
- Luxemburgo (descendido)
- Macedonia del Norte
- Malta (descendido)
- Moldavia
- Montenegro
- San Marino
- Serbia

### Pruebas masculinas
| Evento                    | Oro | Oro | Plata | Plata | Bronce | Bronce |
| ------------------------- | --- | --- | ----- | ----- | ------ | ------ |
| 100 metros Viento: -- m/s |     |     |       |       |        |        |
| 200 metros Viento: -- m/s |     |     |       |       |        |        |
| 400 metros                |     |     |       |       |        |        |
| 800 metros                |     |     |       |       |        |        |
| 1500 metros               |     |     |       |       |        |        |
| 3000 metros               |     |     |       |       |        |        |
| 5000 metros               |     |     |       |       |        |        |
| 3000 metros obstáculos    |     |     |       |       |        |        |
| 110 metros vallas         |     |     |       |       |        |        |
| 400 metros vallas         |     |     |       |       |        |        |
| Relevo 4 x 100 metros     |     |     |       |       |        |        |
| Relevo 4 x 400 metros     |     |     |       |       |        |        |
| Salto de altura           |     |     |       |       |        |        |
| Salto con pértiga         |     |     |       |       |        |        |
| Salto de longitud         |     |     |       |       |        |        |
| Triple salto              |     |     |       |       |        |        |
| Lanzamiento de peso       |     |     |       |       |        |        |
| Lanzamiento de disco      |     |     |       |       |        |        |
| Lanzamiento de martillo   |     |     |       |       |        |        |
| Lanzamiento de jabalina   |     |     |       |       |        |        |

### Pruebas femeninas
| Evento                    | Oro | Oro | Plata | Plata | Bronce | Bronce |
| ------------------------- | --- | --- | ----- | ----- | ------ | ------ |
| 100 metros Viento: -- m/s |     |     |       |       |        |        |
| 200 metros Viento: -- m/s |     |     |       |       |        |        |
| 400 metros                |     |     |       |       |        |        |
| 800 metros                |     |     |       |       |        |        |
| 1500 metros               |     |     |       |       |        |        |
| 3000 metros               |     |     |       |       |        |        |
| 5000 metros               |     |     |       |       |        |        |
| 3000 metros obstáculos    |     |     |       |       |        |        |
| 100 metros vallas         |     |     |       |       |        |        |
| 400 metros vallas         |     |     |       |       |        |        |
| Relevo 4 x 100 metros     |     |     |       |       |        |        |
| Relevo 4 x 400 metros     |     |     |       |       |        |        |
| Salto de altura           |     |     |       |       |        |        |
| Salto con pértiga         |     |     |       |       |        |        |
| Salto de longitud         |     |     |       |       |        |        |
| Triple salto              |     |     |       |       |        |        |
| Lanzamiento de peso       |     |     |       |       |        |        |
| Lanzamiento de disco      |     |     |       |       |        |        |
| Lanzamiento de martillo   |     |     |       |       |        |        |
| Lanzamiento de jabalina   |     |     |       |       |        |        |

### Tabla de puntuaciones
| Prueba                  | Prueba | AASSE | Albania | Andorra | Armenia | Azerbaiyán | Bosnia y Herzegovina | Chipre | Georgia | Luxemburgo | Kosovo | Malta | Macedonia del Norte | Moldavia | Montenegro | San Marino | Serbia |
| ----------------------- | ------ | ----- | ------- | ------- | ------- | ---------- | -------------------- | ------ | ------- | ---------- | ------ | ----- | ------------------- | -------- | ---------- | ---------- | ------ |
| 100 metros              | M      |       |         |         |         |            |                      |        |         |            |        |       |                     |          |            |            |        |
| 100 metros              | F      |       |         |         |         |            |                      |        |         |            |        |       |                     |          |            |            |        |
| 200 metros              | M      |       |         |         |         |            |                      |        |         |            |        |       |                     |          |            |            |        |
| 200 metros              | F      |       |         |         |         |            |                      |        |         |            |        |       |                     |          |            |            |        |
| 400 metros              | M      |       |         |         |         |            |                      |        |         |            |        |       |                     |          |            |            |        |
| 400 metros              | F      |       |         |         |         |            |                      |        |         |            |        |       |                     |          |            |            |        |
| 800 metros              | M      |       |         |         |         |            |                      |        |         |            |        |       |                     |          |            |            |        |
| 800 metros              | F      |       |         |         |         |            |                      |        |         |            |        |       |                     |          |            |            |        |
| 1500 metros             | M      |       |         |         |         |            |                      |        |         |            |        |       |                     |          |            |            |        |
| 1500 metros             | F      |       |         |         |         |            |                      |        |         |            |        |       |                     |          |            |            |        |
| 3000 metros             | M      |       |         |         |         |            |                      |        |         |            |        |       |                     |          |            |            |        |
| 3000 metros             | F      |       |         |         |         |            |                      |        |         |            |        |       |                     |          |            |            |        |
| 5000 metros             | M      |       |         |         |         |            |                      |        |         |            |        |       |                     |          |            |            |        |
| 5000 metros             | F      |       |         |         |         |            |                      |        |         |            |        |       |                     |          |            |            |        |
| 3000 metros obstáculos  | M      |       |         |         |         |            |                      |        |         |            |        |       |                     |          |            |            |        |
| 3000 metros obstáculos  | F      |       |         |         |         |            |                      |        |         |            |        |       |                     |          |            |            |        |
| 110/100 metros vallas   | M      |       |         |         |         |            |                      |        |         |            |        |       |                     |          |            |            |        |
| 110/100 metros vallas   | F      |       |         |         |         |            |                      |        |         |            |        |       |                     |          |            |            |        |
| 400 metros vallas       | M      |       |         |         |         |            |                      |        |         |            |        |       |                     |          |            |            |        |
| 400 metros vallas       | F      |       |         |         |         |            |                      |        |         |            |        |       |                     |          |            |            |        |
| Relevo 4 × 100 metros   | M      |       |         |         |         |            |                      |        |         |            |        |       |                     |          |            |            |        |
| Relevo 4 × 100 metros   | F      |       |         |         |         |            |                      |        |         |            |        |       |                     |          |            |            |        |
| Relevo 4 × 400 metros   | M      |       |         |         |         |            |                      |        |         |            |        |       |                     |          |            |            |        |
| Relevo 4 × 400 metros   | F      |       |         |         |         |            |                      |        |         |            |        |       |                     |          |            |            |        |
| Salto de altura         | M      |       |         |         |         |            |                      |        |         |            |        |       |                     |          |            |            |        |
| Salto de altura         | F      |       |         |         |         |            |                      |        |         |            |        |       |                     |          |            |            |        |
| Salto con pértiga       | M      |       |         |         |         |            |                      |        |         |            |        |       |                     |          |            |            |        |
| Salto con pértiga       | F      |       |         |         |         |            |                      |        |         |            |        |       |                     |          |            |            |        |
| Salto de longitud       | M      |       |         |         |         |            |                      |        |         |            |        |       |                     |          |            |            |        |
| Salto de longitud       | F      |       |         |         |         |            |                      |        |         |            |        |       |                     |          |            |            |        |
| Triple salto            | M      |       |         |         |         |            |                      |        |         |            |        |       |                     |          |            |            |        |
| Triple salto            | F      |       |         |         |         |            |                      |        |         |            |        |       |                     |          |            |            |        |
| Lanzamiento de peso     | M      |       |         |         |         |            |                      |        |         |            |        |       |                     |          |            |            |        |
| Lanzamiento de peso     | F      |       |         |         |         |            |                      |        |         |            |        |       |                     |          |            |            |        |
| Lanzamiento de disco    | M      |       |         |         |         |            |                      |        |         |            |        |       |                     |          |            |            |        |
| Lanzamiento de disco    | F      |       |         |         |         |            |                      |        |         |            |        |       |                     |          |            |            |        |
| Lanzamiento de martillo | M      |       |         |         |         |            |                      |        |         |            |        |       |                     |          |            |            |        |
| Lanzamiento de martillo | F      |       |         |         |         |            |                      |        |         |            |        |       |                     |          |            |            |        |
| Lanzamiento de jabalina | M      |       |         |         |         |            |                      |        |         |            |        |       |                     |          |            |            |        |
| Lanzamiento de jabalina | F      |       |         |         |         |            |                      |        |         |            |        |       |                     |          |            |            |        |
| País                    | País   | AASSE | Albania | Andorra | Armenia | Azerbaiyán | Bosnia y Herzegovina | Chipre | Georgia | Luxemburgo | Kosovo | Malta | Macedonia del Norte | Moldavia | Montenegro | San Marino | Serbia |
| Total                   |        |       |         |         |         |            |                      |        |         |            |        |       |                     |          |            |            |        |
| Puesto                  |        |       |         |         |         |            |                      |        |         |            |        |       |                     |          |            |            |        |

### Clasificación final
| Pos | País | Pts | Nota                                 |
| --- | ---- | --- | ------------------------------------ |
| 1   |      |     | Ascienden a la Segunda División 2023 |
| 2   |      |     | Ascienden a la Segunda División 2023 |
| 3   |      |     |                                      |
| 4   |      |     |                                      |
| 5   |      |     |                                      |
| 6   |      |     |                                      |
| 7   |      |     |                                      |
| 8   |      |     |                                      |
| 9   |      |     |                                      |
| 10  |      |     |                                      |
| 11  |      |     |                                      |
| 12  |      |     |                                      |
| 13  |      |     |                                      |
| 14  |      |     |                                      |
| 15  |      |     |                                      |
| 16  |      |     |                                      |